# مارك زيمر
مارك زيمر (بالإنجليزية: Marc Zimmer)‏ هو كيميائي جنوب أفريقي، ولد في يوليو 1961 في Sasolburg ‏ في جنوب أفريقيا.